# Phalacrichus rudis
Phalacrichus rudis är en skalbaggsart som beskrevs av Wooldridge 1982. Phalacrichus rudis ingår i släktet Phalacrichus och familjen lerstrandbaggar. Inga underarter finns listade i Catalogue of Life.